# Jesse Powell
Jesse Powell (Fort Worth, 27 februari 1924 - New York, 19 oktober 1982) was een Amerikaanse jazz- en r&b-tenorsaxofonist en orkestleider.

## Carrière
De uit Texas afkomstige tenorsaxofonist Jesse Powell werkte tijdens het midden van de jaren 1940 met Hot Lips Page, Louis Armstrong en Luis Russell. In 1946 werd hij lid van het Count Basie Orchestra, toen hij Illinois Jacquet verving. Aan het eind van het decennium werkte hij mee bij talrijke blues- en r&b-opnamen en speelde hij onder andere met Brownie McGhee, Willie Jordan en Doc Pomus. Hij werkte ook met Champion Jack Dupree en toerde in 1948 met Howard McGhee door Frankrijk. In 1949 speelde hij in het orkest van Dizzy Gillespie. Tijdens de jaren 1950 werkte hij met verscheidene r&b-bands.
Onder zijn eigen naam nam Powell in 1951 en 1953 enkele nummers op voor Federal Records. In 1954 volgden opnamen voor Josie Records met bands als The Cadillacs. Op het gebied van de r&b nam hij verdere singles op en was hij aan het eind van de jaren 1950 werkzaam als studiomuzikant voor Atlantic/Atco, onder andere bij de song Mr. Lee van The Bobbettes, waar hij een tenorsaxofoonsolo speelde. In 1957 speelde de pianiste Jutta Hipp in zijn tourneeband. Aan het begin van de jaren 1960 nam Powell weer op onder zijn eigen naam. In 1961 nam hij het album Party Time op voor een sublabel van Prestige Records Tijdens zijn latere jaren werkte hij in Harlem en nam slechts weinig platen op. Powells nummers zijn te beluisteren op de anthologie Texas Tenors van Prestige Records.

## Overlijden
Jesse Powell overleed in oktober 1982 op 57-jarige leeftijd.

## Discografie
- Blow Man Blow (Jubilee Records)

- Bibliothèque nationale de France: cb13836813k (data)
- International Standard Name Identifier: 0000 0001 1469 462X
- Library of Congress Control Number: n96060662
- MusicBrainz: 269bb2a8-e73e-47c7-ace8-37fc0506ebec
- Virtual International Authority File: 26328601
- WorldCat: E39PBJr3yXyVBgcyJcr3vPrDv3